# Digitaltechnik

Analoges Signal – digital abgetastet

Die Digitaltechnik ist ein Teilgebiet der technischen Informatik und der Elektronik und befasst sich mit digitalen Schaltungen. In diesen erfolgt die Signalverarbeitung mit digitalen Signalen, d. h. mit Signalen, die diskretisiert (zeitdiskret) wie auch quantisiert (wertediskret) sind. Sie stellt das Gegenstück zur Analogtechnik dar. Durch technologische Innovationen seit 1900 konnte sie zunehmend Funktionen aus der Analogtechnik ersetzen und vor allem neue ermöglichen. Die Digitaltechnik hat unsere Welt derart verändert, dass der Begriff „postdigital“ entstand.

## Allgemeines
In der realen, physischen Welt verhält sich vieles stufenlos (kontinuierlich); Ursache und Wirkung sind direkt aneinander gekoppelt und verhalten sich damit wörtlich „analog“. Seit dem  20. Jahrhundert wurden zunehmend digitale Technologien entwickelt, mit denen sich manche Aufgaben leichter und besser lösen lassen. Eine der grundlegenden Voraussetzungen der Digitalisierung und somit Digitaltechnik ist das binäre Zahlensystem, auch Dualsystem genannt. In diesem werden zur Darstellung von Zahlen nur 1 und 0 verwendet. Die Digitaltechnik basiert auf Binärcodes, also auf zwei gegensätzlichen Zuständen, um einfache Schaltungen zu bauen. In der Digitaltechnik werden alle ursprünglich kontinuierlichen Werte quantisiert und zugleich zeitlich diskretisiert, also sowohl in ihrem Wert als auch dem Zeitpunkt des Auftretens gerastert. Damit geht der analoge Charakter verloren, weil die direkte kontinuierliche Verknüpfung eines Eingangs- und eines Ausgangssignals aufgehoben wird. Dabei geht zwar Information verloren, weil kleine Nuancen und Änderungen eines Signals nicht immer beachtet werden – doch diese Signale können leichter verarbeitet und übertragen werden. Durch die sich ergebenden Abstufungen entsteht z. B. die Möglichkeit, Fehler bei der Übertragung vollständig zu eliminieren, weil kleine Einflüsse auf Wert und Zeitpunkte nicht zu einem „Verlassen“ des Rasters führen.

Wikipedia digital als Binärcode

Um die Ergebnisse dieses Vorgangs wieder in der realen Welt nutzen zu können, ist meist eine Umwandlung zurück in die analoge Form nötig (Mikrofon mit Analog-Digital-Umsetzer → Speicherung → Lautsprecher mit Digital-Analog-Umsetzer). Das einfachste Beispiel für analog und digital ist eine Rampe und eine Treppe. Natürlich kann man mit steigendem Aufwand die Stufen der Treppe immer kleiner machen, bis der Unterschied unkenntlich wird. Seit 1950 kann man diese Fortschritte am deutlichsten am Leistungsumfang von Mikroprozessoren nachvollziehen, siehe auch Mooresches Gesetz.

## Geschichte
Der Universalgelehrte Gottfried Wilhelm Leibniz entwickelte Ende des 17. Jahrhunderts bereits ein binäres Zahlensystem. Obwohl noch nicht als Digitaltechnik eingeordnet, erfüllte der Morsecode als erstes Signal 1837 die Anforderungen an eine digitale serielle Datenübertragung. Ab 1938 wurden die ersten Rechner von Konrad Zuse mit Relais oder elektronischen Röhren gebaut, aber auch John Presper Eckert und John W. Mauchly sind Pioniere am Forschen und Entwickeln der ersten Röhrencomputer. Alan Turing gab mit seiner Forschung zu logischen Modellen und der Entwicklung der „Turingmaschine“ die theoretische Grundlegung zum Begriff der Berechenbarkeit. Nach der Erfindung des Transistors 1925 ersetzte dieser langsam die Röhren und wurde zunächst für analoge Zwecke eingesetzt, dann aber immer öfter für digitale Aufgaben. Dies führte dann immer schneller zur Entwicklung integrierter Schaltkreise und dann zum Mikroprozessor.
Während bis ca. 1970 Schaltpläne noch von Hand entworfen und gezeichnet wurden, haben heute neuere Werkzeuge Anwendung gefunden. Schaltpläne werden am Computer entworfen und ihre Funktionalität dann im Simulator getestet. Schaltpläne wurden ersetzt durch Hardwarebeschreibungssprachen wie VHDL, die dann den Schaltplan (die Netzliste) und die Bauteilliste compilierten. Vorteil: Diese Daten können dann auch gleich genutzt werden, um das Layout der Leiterbahnen auf der Platine zu erzeugen (Floorplanning).
2020 ist das Wort „digital“ so gebräuchlich geworden, dass es stellvertretend für fast alle elektronischen Geräte und Vorgänge steht. So gibt es z. B. „digitale Währungen“ (u. a. den Bitcoin), obwohl diese eher virtuell sind. Konten werden digital geführt, nicht mehr durch Bankangestellte. Vieles wird mit dem Smartphone und über das Internet geregelt.

## Wertigkeiten
Einzelnes Bit
Ein Bit kann je nach Technologie verschieden viele Werte darstellen:
- Elektronisch: Es gibt nur 2 Zustände des Signals: Ein/Aus / High/Low (Spannung / Pegel) oder 1/0 (Schaltungslogik), Wahr/Falsch (Funktionslogik)
- Biologisch: Bei DNA-Sequenzen sind mit den 4 Basenpaaren 16 Zustände möglich
- Organisch: Peptide können mit 20 Zuständen rechnen
- QuantenBit: 2 Zustände, wobei die Wahrscheinlichkeit jedes Messwertes durch den vor der Messung vorliegenden Zustand bestimmt wird.

Wortlängen
Durch Kaskadierung werden Bits zu Worten zusammengefasst. Ein einzelnes Wort kann je nach Technologie verschieden große Werte darstellen. Diese Werte werden je nach Anwendung auf verschiedene Arten interpretiert.
- Elektronisch:
  - 4 Bit: dezimal 0–9, hexadezimal 0–15
  - 8 Bit: hexadezimal 0–255, Codierung von Textzeichen
  - 16 Bit: hexadezimal 0–65535, Codierung von Textzeichen in Unicode (internationale Zeichen)
  - 32, 64, 80, 128 Bits: hexadezimal oder Gleitkommazahlen-Formate
- Biologisch: DNA-Sequenzen können fast unbegrenzte Längen erreichen
- QuantenBits: Der technologische Aufwand begrenzt die Bit-Anzahl noch sehr

Gepackte Worte
In einem Wortfeld können mehrere Bitgruppen verschiedener Länge Informationen unterschiedlicher Bedeutung beinhalten. Ein Beispiel sind OP-Codes von Mikroprozessoren.

## Informationsübertragung
Parallel
Über mehrere Leitungen (Datenbus) können mehrere Bits gleichzeitig übertragen werden.
Seriell
Über eine einzelne Leitung wird nacheinander ein Bit des Wortes nach dem anderen gesendet. In der Regel sind immer mehrere Worte zu senden. Für den zeitlichen Ablauf der Übertragung gibt es verschiedene Verfahren (Protokolle).
Mischformen
Durchaus können über mehrere Leitungen Teile eines Wortes parallel übertragen werden, bis das ganze Wort seriell ankommt. Die Übertragungsdauer dividiert sich dann um die Anzahl der Leitungen.

## Bauteile
Hier eine Übersicht der wichtigsten Teile, die in der Digitaltechnik Verwendung finden:
- Sensoren
- AD- und DA-Wandler
- Transistoren
- Logikgatter, FlipFlops, Register und Treiber
- Komprimierte Logik designed in FPGAS oder Gatearrays
- Mikroprozessoren und Speicher (ROM, RAM, Flash usw.)
- Massendatenträger (Festplatten, Solidstatememory, Wechseldatenträger wie USB-Sticks und CD-Roms)
- Anzeigen und Displays
- Interfaceanschlüsse für externe Geräte, Diagnose und Internet

## Vorteile
Vorteile der digitalen Signalverarbeitung gegenüber der analogen Technik sind die geringeren Kosten der Bauteile aufgrund hoher Integrationsdichte und vereinfachter Entwicklung sowie höhere Flexibilität. Mit Hilfe spezieller Signalprozessoren oder Computer können Schaltungen in Software und programmierbarer Hardware (PLDs) realisiert werden. Dadurch lassen sich Funktionen leichter an veränderte Anforderungen anpassen. Außerdem sind komplexe Algorithmen einfach anwendbar, die analog nur mit hohem Aufwand oder gar nicht realisierbar wären.
Durch stetige Verkleinerung der Bauelemente wurden die Geräte immer kleiner und kompakter. Die Technologie ist robuster gegenüber Temperatureinflüssen, Alterung, Schwankungen der Spannungsversorgung, und elektromechanischen Störungen. Durch sparsamen Strombedarf wird langer Batteriebetrieb möglich.
Mit der Einführung der Musik-CD (1980) entstand eine Diskussion, ob diese digital-gespeicherte Musik die hörbare Qualität erreicht, die die analoge Schallplatte bietet (Live-Musik sowieso). Die Musikindustrie fürchtete Verluste durch Raubkopien, was durch das folgende MP3-Format noch verstärkt wurde. Seit 2020 ist die Schallplatte wieder deutlich im Kommen. Trotzdem sind CD und MP3 die meistgenutzten Möglichkeiten.

## Nachteile
Durch den schnellen Entwicklungsfortschritt sind die Produkte schnell überholt, und es gibt oft bessere. Das führt zu weiterem Ressourcenbedarf für die ohnehin vergleichsweise aufwändige Herstellung und zu mehr Elektronikschrott, der die Umwelt belastet. Zudem wird für den Betrieb der Geräte und der zugehörigen Infrastruktur fortwährend elektrischer Strom benötigt, was Emissionen hervorruft und diverse Kraftwerke, darunter Kernkraftwerke und Kohlekraftwerke, erfordert.
Durch den Einsatz von Digitaltechnik werden viele Menschen abgehängt, darunter oft ältere, die die Anwendung der neuen Technologien nicht so schnell erlernen konnten oder wollten.